# Ricardo del Arco y Garay
Ricardo del Arco y Garay (Granada, 27 de marzo de 1888-Huesca, 7 de julio de 1955) fue un historiador, polígrafo, fotógrafo aficionado e investigador español.

## Biografía
Pasó su infancia y adolescencia en Tarragona, cuyo ambiente cultural influyó en la formación de su carácter. Licenciado en Ciencias Históricas por la Universidad de Valencia en 1907. Facultativo del Cuerpo de Archiveros, Bibliotecarios y Arqueólogos, tomó posesión en 1908 del Archivo de Hacienda de Huesca, fijando su residencia definitiva en esta ciudad, casándose el 27 de diciembre del 1911 con Luisa Fortuño, de familia infanzona aragonesa de Sabayés.
Elegido cronista de la ciudad en agosto de 1912, el 1 de agosto de 1915 fue trasladado del Archivo de Hacienda para asumir la dirección de la Biblioteca Pública. Desempeñó también labores docentes: a partir del curso 1925/1926 como ayudante numerario del Instituto Técnico, y desde 1928 en la Universidad estival de Jaca.
La Guerra Civil le sorprendió en Jaca impartiendo un curso de verano. Su hijo Ricardo se incorporó al ejército sublevado como oficial de complemento, mientras que Del Arco ofrece sus servicios desde el inicio a las autoridades golpistas y participa desde la radio y la tribuna en la difusión de la causa franquista. También asume la dirección del periódico Jaca Española, autocalificado como «Órgano de la Oficina de Prensa y Propaganda» o «Noticiero Patriótico». En este diario publica artículos combativos antirrepublicanos y de retórica fascista y enaltecedora de Francisco Franco, a quien vinculaba con el orden, la Patria y el Dios cristiano. Durante la guerra colabora asimismo con la revista Renacer, editada en Zaragoza y dedicada a difundir propaganda de exaltación y apoyo al bando sublevado y sus aliados. Del Arco regresó a Huesca en julio de 1938, y en 1939 publicó Fernando el Católico, artífice de la España Imperial, galardonado con el Premio Fastenrath.
Durante la posguerra es nombrado director del Museo Provincial. Posteriormente, fue delegado provincial de Bellas Artes y de Excavaciones, correspondiente de la Real Academia de la Historia y de la Real Academia de Bellas Artes de San Fernando y fundador y vicepresidente del Instituto de Estudios Oscenses.
Interesado por la economía altoaragonesa, perteneció también a la Confederación Hidrográfica del Ebro.
Falleció el 7 de julio de 1955 en Huesca, víctima de un accidente de circulación, atropellado por un vehículo militar, dejando una obra escrita compuesta de casi doscientos títulos, entre libros y artículos científicos, de carácter histórico y artístico, con temática aragonesa.

## Importancia de su obra
Como historiador del pasado de Aragón, merecen recordarse los trabajos en pro del inventariado de los archivos del Alto Aragón; algunas de sus muchas monografías sobre el Monasterio de San Juan de la Peña; la biografía del arzobispo Antonio Agustín; monografías sobre Vincencio Juan de Lastanosa, sobre el régimen municipal de Huesca y sobre otros temas oscenses como los gremios, la justicia criminal, la imprenta, el escudo, las fiestas de otro tiempo, la historia de su callejero, etc.
Menos conocida es su faceta como fotógrafo aficionado que desarrolló como complemento a sus trabajos de investigación sobre historia del arte y arqueología del Alto Aragón. Se conservan más de 1000 negativos comprendidos entre 1914 y 1930, que constituyen hoy un documento de gran valor para el conocimiento del patrimonio cultural aragonés de principio del siglo XX. En 2005 su hija Mª Dolores del Arco Fortuño permitió la digitalización de parte de las 1028 placas de vidrio que conservaba y que hoy se encuentran en la Fototeca de la Diputación Provincial de Huesca.
El acceso a las fotografías es libre a través del buscador DARA, Documentos y Archivos de Aragón, aunque la autorización para publicar se debe gestionar a través de la Fototeca.

## Obra selecta
- Aragón (Geografía, Historia, Arte) (Huesca, 1931)
- El arte románico en la región pirenaica (Zaragoza, 1932)
- La erudición aragonesa en el siglo XVII (Madrid, 1934)
- Fernando el Católico (Zaragoza, 1939)
- Repertorio de manuscritos referentes a la historia de Aragón (Madrid, 1942)
- Catálogo monumental de Huesca (Valencia, 1942)
- Notas de folklore altoaragonés (Madrid, 1943)
- La sociedad Española en las obras de Lope de Vega (Madrid, 1944)
- Sepulcros de la Casa Real de Aragón (Madrid, 1945)
- La erudición española en el siglo XVII (dos volúmenes; Madrid, 1950)
- Sepulcros de la Casa Real de Castilla (Madrid, 1954)
- España cristiana hasta 1035. Aragón y Cataluña (tomo VI de la Historia de España dirigida por Menéndez Pidal; Madrid, 1956)

### Publicaciones disponibles digitalmente
- El castillo real de Loarre (Madrid, 1917)
- El real monasterio de San Juan de la Peña (Zaragoza, 1919)
- La inédita Iglesia de Santiago en Agüero (Madrid, 1919)
- La Ciudad de Jaca (Madrid, 1921)
- Algunas indicaciones sobre antiguos castillos, recintos fortificados y casas solariegas del Alto Aragón (Huesca, 1922)